# Halderberge
Halderberge este o comună în provincia Brabantul de Nord, Țările de Jos.

## Localități
Oudenbosch (13.110 loc.), Hoeven (6.560 loc.), Oud Gastel (6.360 loc.), Bosschenhoofd (2.180 loc.), Stampersgat (1.330 loc.)